# The Dean Martin Show
The Dean Martin Show er titlen på en tv-underholdningsserie med sangeren og skuespilleren Dean Martin som vært, der blev lavet i perioden 1965-1974 i 245 episoder. Serien blev produceret af NBC og Martins hit fra 1964, Everybody Loves Somebody, var seriens faste sang.

## Udvikling
I midten af 1960'erne stod Dean Martin på toppen af sin karriere med stor succes i såvel film, som sceneoptræden og med pladeindspilninger. Han var derfor ikke umiddelbart så lun på ideen om et ugentligt tv-show. Han søgte derfor at stille krav, som han ikke forventede, at NBC ville gå med til, men det gjorde de faktisk, og så var han fanget. 
Han opbyggede et image som halvfuld vært, skønt han faktisk kun drak æblejuice, og han gjorde det til en dyd at undgå prøver (et af kravene) og derfor læse sin dialog fra kort, der blev holdt op. Når han lavede fejl, insisterede han på at undlade at tage scenen om, og hans forsøg på at komme tilbage på sporet blev derfor en del af showets charme. Derudover lagde man vægt på fysisk komik frem for vittigheder i showet.

## Tilbagevendende indslag
Dean Martin indledte showet med at glide ned ad en brandmandsstang. Han sang i løbet af showet typisk to sange, heraf en alvorlig ballade. Derudover sang han også normalt duet med showets gæst, nogle gange med specielt skrevne humoristiske tekster. 
Et andet tilbagevendende indslag gik ud på, at Dean Martin begyndte at synge en kendt sang, men på et eller andet tidspunkt ødelægger den med en improviseret tekst. I den forbindelse forsøgte han at hyle pianisten, Ken Lane, ud af den. Et andet overraskelsesmoment gik ud på, at der blev banket på en dør, hvorpå Martin åbnede og bød velkommen til en hemmelig gæst − ofte også ukendt på forhånd for Martin selv.
Showet sluttede normalt med et nummer med Martin og gæsten. Det kunne være en musikalsk sketch, hvor Martin og gæsten mimede til en plade. I showets sidste sæson var der oftest tale om et medley fra berømte film.
Efter sidste omgang af showet i 1974 blev der produceret en række møder med kendte personer i Las Vegas.